# Sabiote
Sabiote település Spanyolországban, Jaén tartományban. Sabiote Úbeda, Torreperogil, Villacarrillo, Santisteban del Puerto és Navas de San Juan községekkel határos. Lakosainak száma 3780 fő (2024).

## Népesség
A település népessége az elmúlt években az alábbi módon változott:
| Lakosok száma | 4181 | 4141 | 4246 | 4291 | 4229 | 4101 | 4012 | 3918 | 3863 | 3780 |
|               | 2001 | 2004 | 2007 | 2009 | 2012 | 2014 | 2017 | 2019 | 2022 | 2024 |